# Esparron, Haute-Garonne
Esparron är en kommun i departementet Haute-Garonne i regionen Occitanien i södra Frankrike. Kommunen ligger i kantonen Aurignac som tillhör arrondissementet Saint-Gaudens. År 2022 hade Esparron 42 invånare.

## Befolkningsutveckling
Antalet invånare i kommunen Esparron
Referens:INSEE